# Vacanze a modo nostro
Vacanze a modo nostro (Camp Nowhere) è un film del 1994 diretto da Jonathan Prince, scritto da Andrew Kurtzman ed Eliot Wald, e in cui recitano Jonathan Jackson, Christopher Lloyd, Melody Kay, Andrew Keegan, e Marne Patterson. Nel film è presente anche Jessica Alba nel suo primo ruolo da attrice.

## Trama
Morris "Mud" Himmel ha un problema. I suoi genitori vogliono disperatamente mandarlo ad un campeggio estivo, cosa che il ragazzino odia e per questo farebbe di tutto per uscirne fuori. Parlando coi suoi amici, capisce che anche ognuno di loro deve affrontare lo stesso problema: trascorrere l'estate in un noioso campeggio. Assieme ai suoi amici, organizza un piano per ingannare tutti i genitori facendo loro credere di frequentare un campeggio, ma in realtà Mud ne realizza uno a sua arte, che in effetti sarebbe una sorta di "paradiso senza genitori". Ricattando l'insegnante di drammatizzazione Dennis Van Welker affinché li aiuti, affittano un terreno con una cabina e un lago.  La prima notte lì i ragazzini richiedono il denaro pagato dai genitori per iscriverli al campeggio.  Il giorno successivo lo spendono quasi tutto in cose atte al loro divertimento.  Presto però si stancano di questo "campeggio" e sentono di dover chiamare i genitori e tornare a casa.  Mud, che invece non è d'accordo, decide di andare da Dennis per un aiuto e, corrompendolo con altro denaro, organizza assieme a lui un gioco per i ragazzini.  Presto i genitori vogliono far visita ai ragazzi. Mud sa di dover elaborare un piano e con gli amici nasconde la cabina praticamente ristrutturandola e pitturandola, ma il piano, fino a quel momento geniale, non va a buon fine perché vengono scoperti mentre festeggiano convinti di avercela fatta. La polizia viene chiamata e Mud trova Dennis, il quale si sta lavando le mani da ogni problema scappando.  Quando Mud viene interrogato dalla polizia gli viene chiesto dove si trovi Dennis, ma essendo un vero amico Mud non lo rivela; subito dopo Dennis ritorna indietro sui suoi passi. Dopo un'implorazione da parte dei ragazzi, i quali si assumono la colpa di tutto per difendere Dennis, che anziché scappare aveva deciso di fermarsi per difenderli, questi viene lasciato andare e grazie a lui i ragazzini hanno fatto una grande esperienza nella loro vita.